# Sagaricera aenescens
Sagaricera aenescens är en tvåvingeart som beskrevs av Grunberg 1915. Sagaricera aenescens ingår i släktet Sagaricera och familjen vapenflugor. Inga underarter finns listade i Catalogue of Life.